# Manos de cerdo

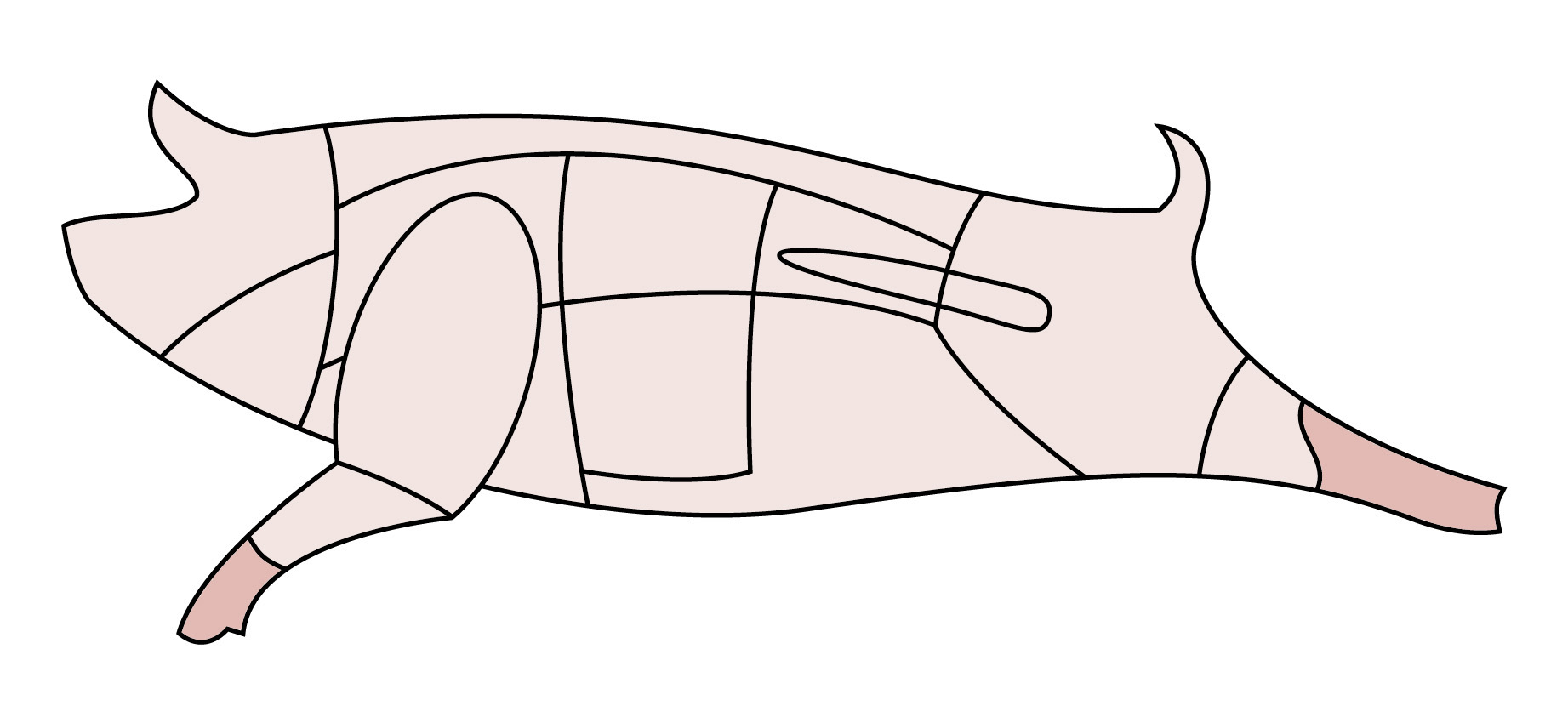

Las manos de cerdo (denominadas también como manitas de cerdo o patita de chancho en Perú y paticas de cochino en Venezuela) son las patas del cerdo. Suelen ser empleadas en diversas gastronomías. 

## Gastronomía de España

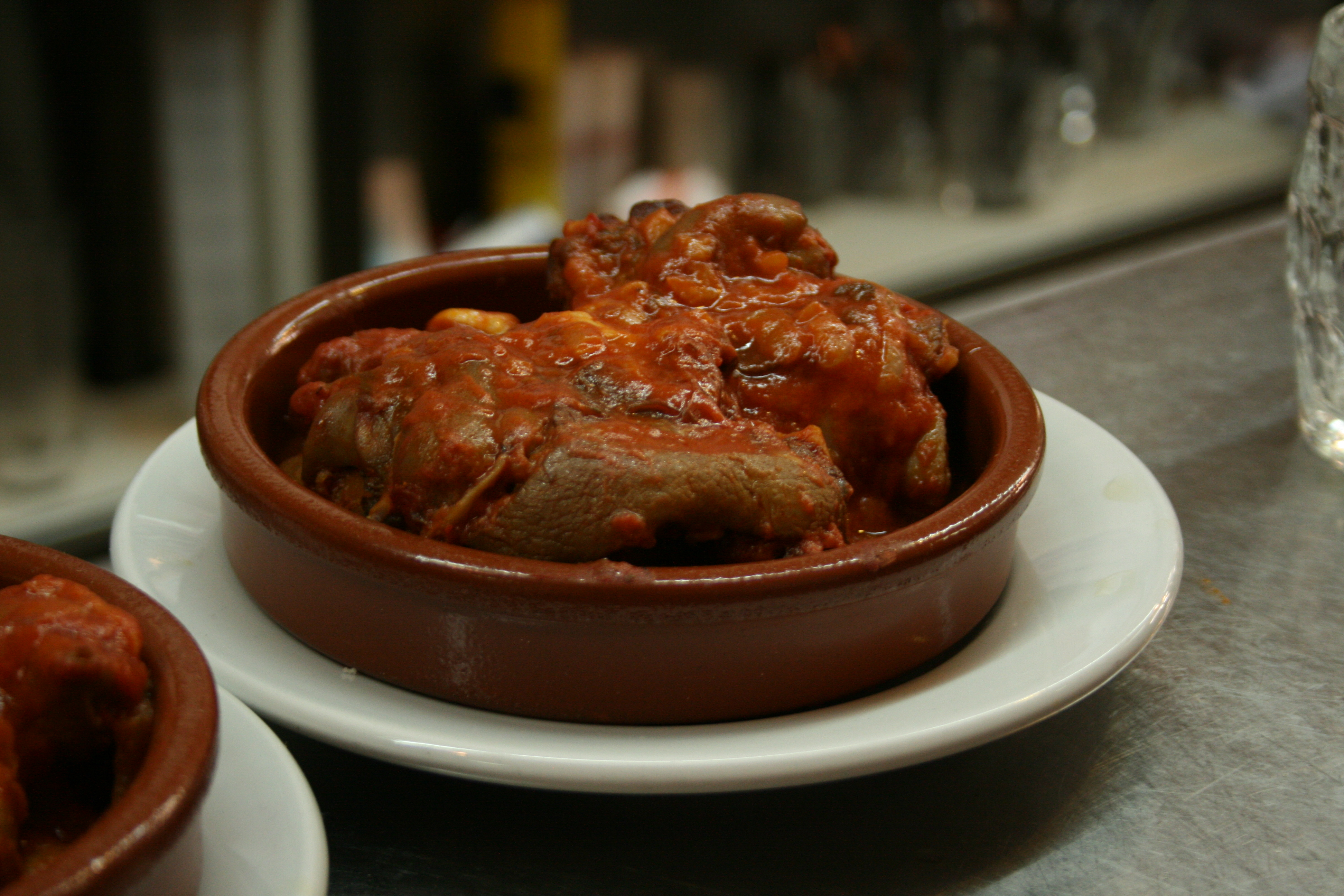
Manitas de cerdo con salsa de tomate, servidas como tapas en una tasca madrileña.

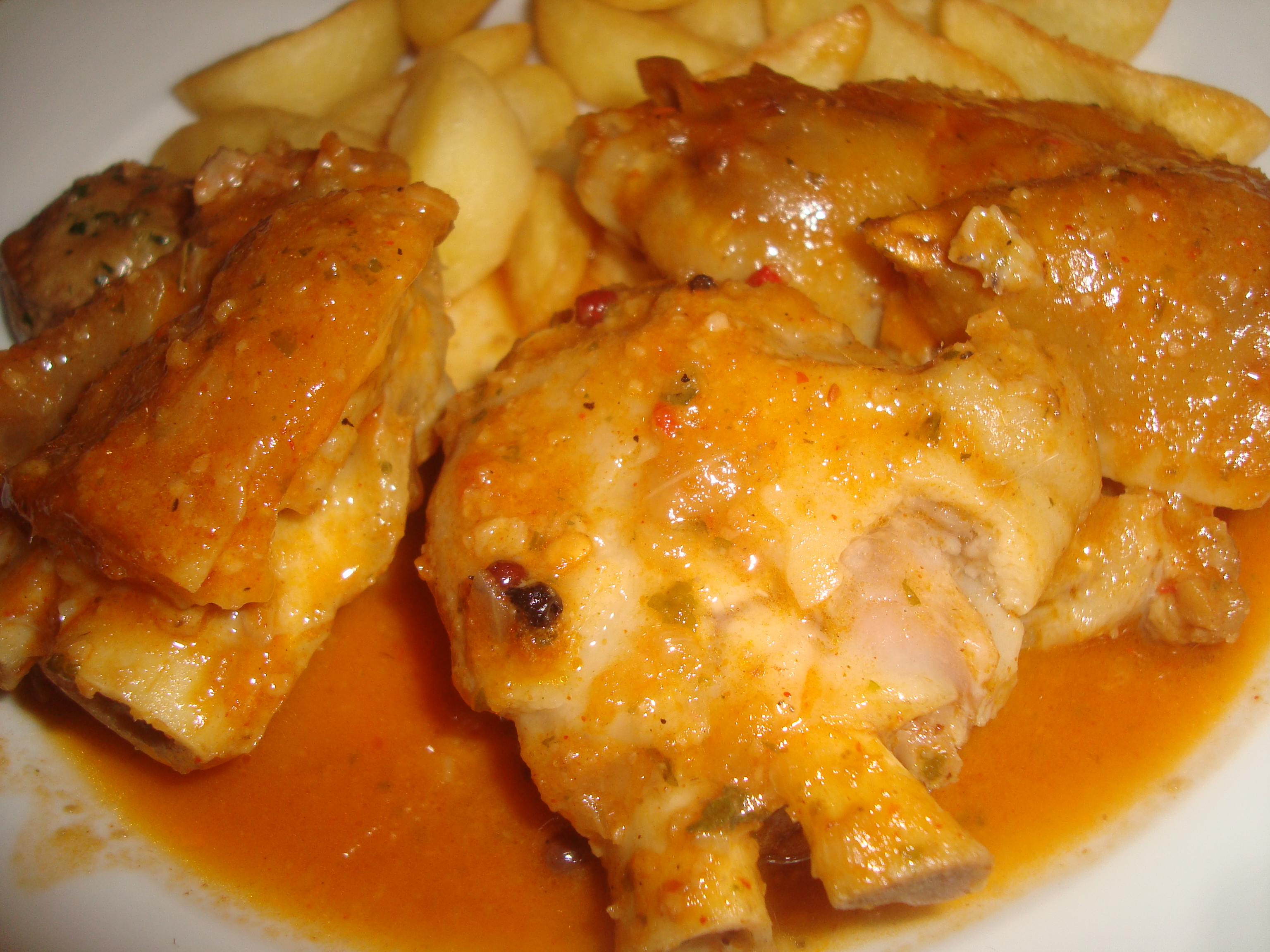
Manitas de cerdo (Cocina española).

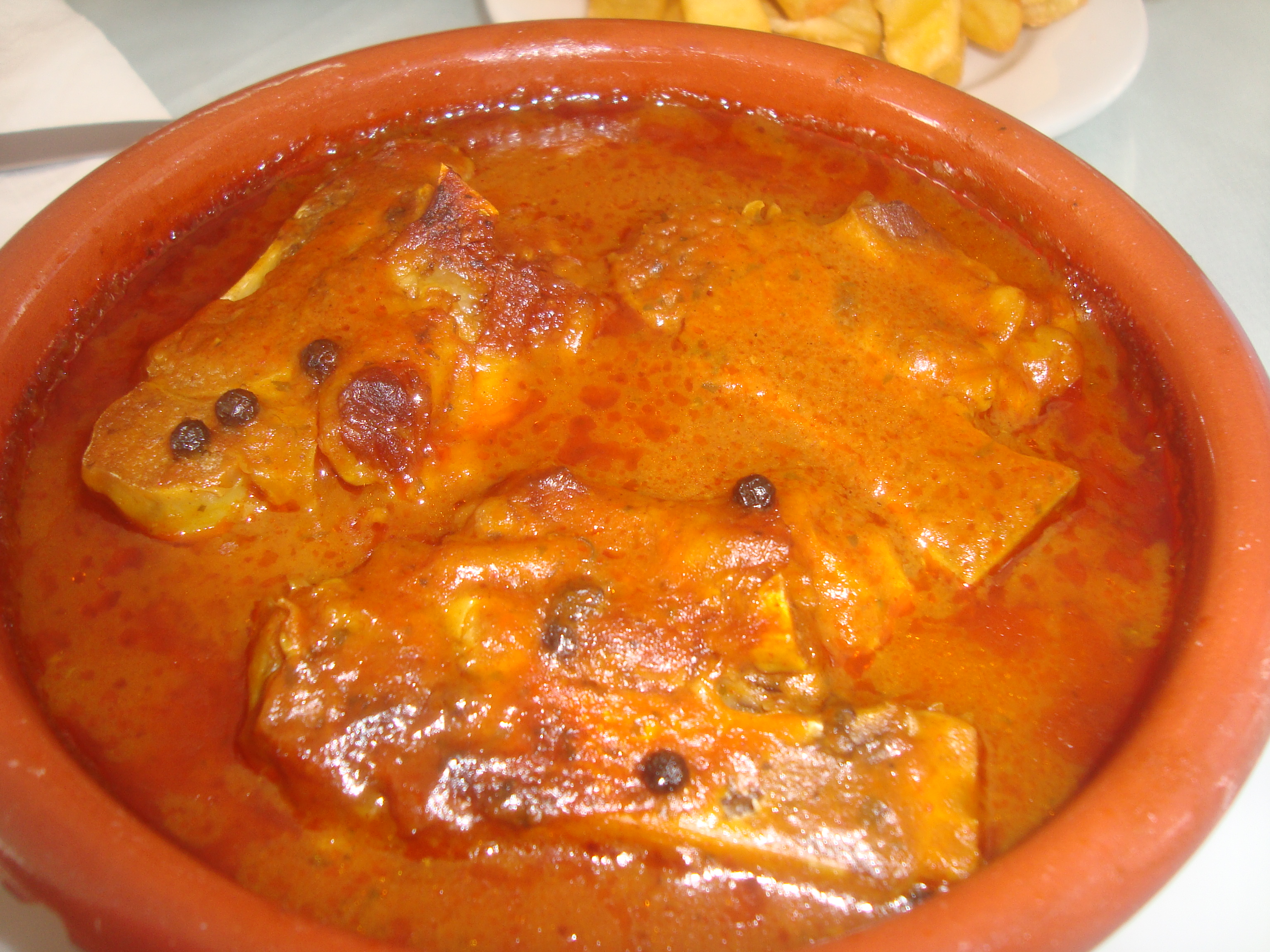
Manitas de cerdo con salsa.

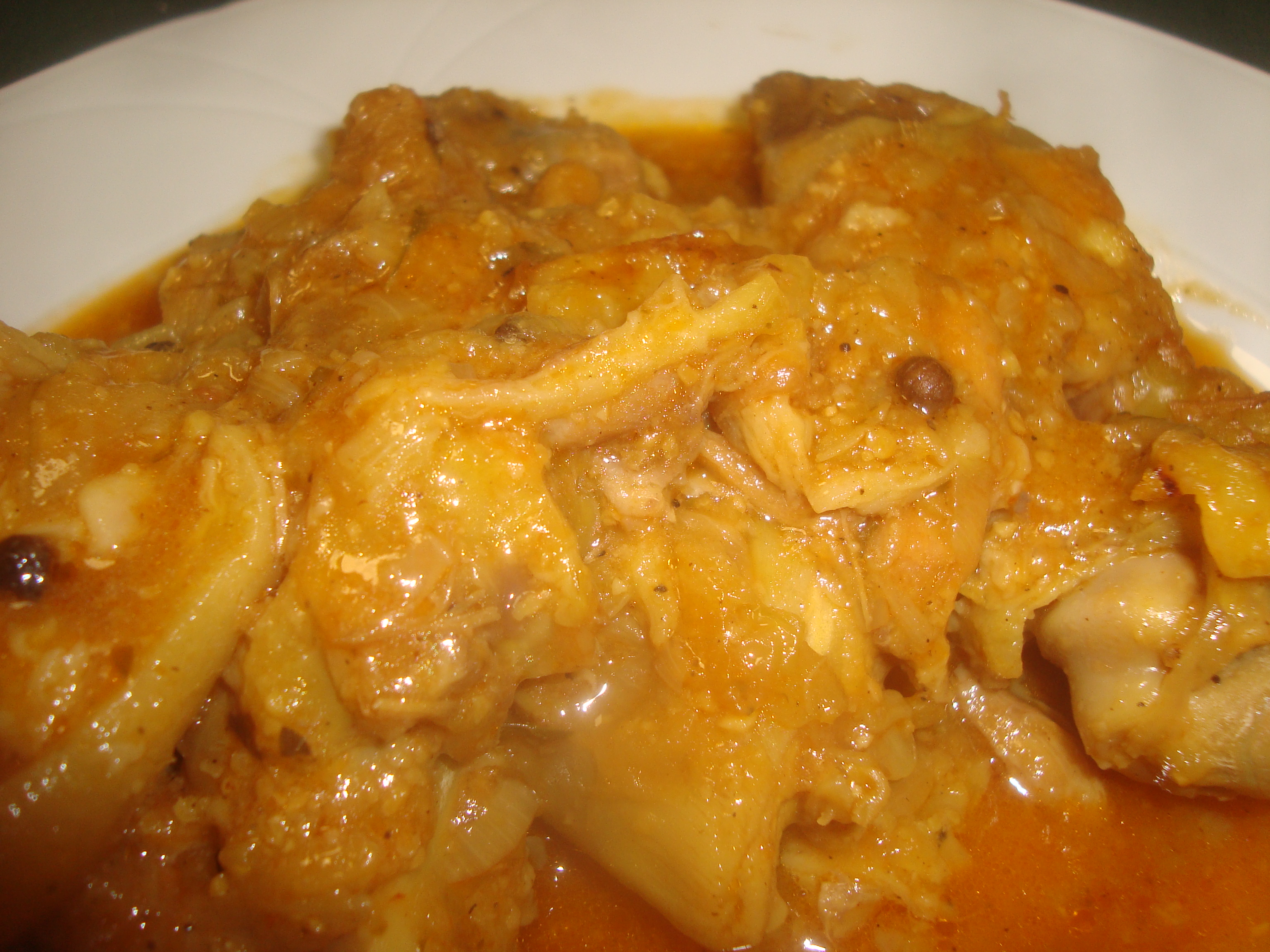
Guiso típico valenciano, las manitas de cerdo.

En la cocina española consumidas de forma frescas o en salazón como elemento cárnico de estofados y cocidos. Es uno de los ingredientes del cocido madrileño, y es frecuente verlo servido como tapa. Su textura gelatinosa debido a la presencia de cartílago, hace que se elaboren caldos con texturas agradables. 

## Gastronomía de Perú

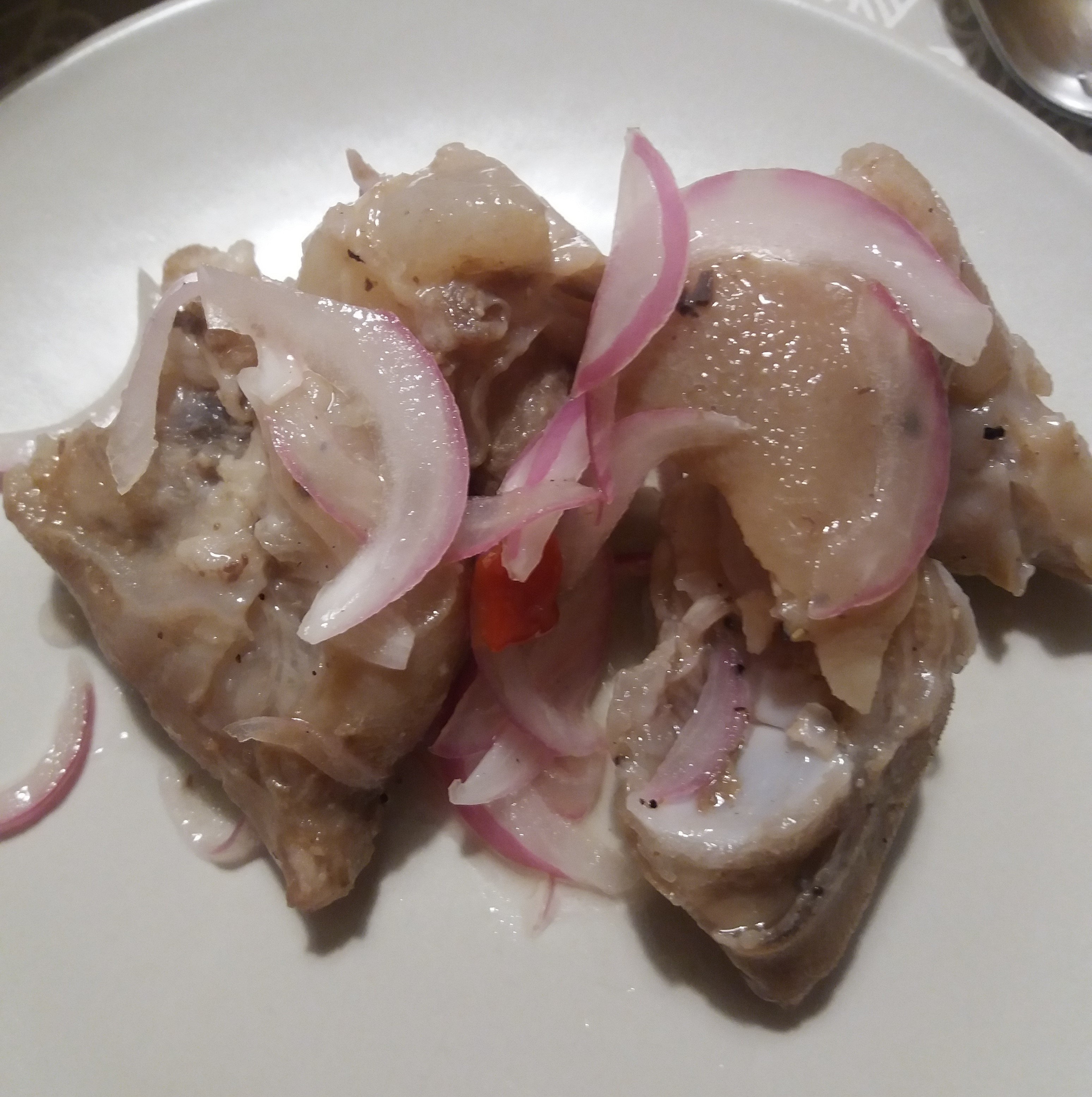
Sarza de patitas

En la gastronomía peruana se consumen en dos platos populares: patitas con maní y sarza de patitas.

## Gastronomía de Venezuela
En Venezuela son empleadas principalmente incluyéndolas en los platos de leguminosas como los llamados frijoles bayos, caraotas blancas o lentejas. También se pueden elaborar simplemente guisadas con papa y zanahoria y acompañadas con arroz blanco.